# La fortezza: segregati nello spazio
La fortezza: segregati nello spazio (Fortress 2: Re-entry) è un film del 1999 diretto da Geoff Murphy.
Con protagonista Christopher Lambert, è un film di fantascienza, seguito di 2013 - La fortezza del 1993.

## Trama
Dieci anni dopo gli eventi del primo film, John Brennick è da qualche parte in Nord America, ancora in fuga da Men-Tel e vive nelle montagne rurali.  Suo figlio Danny gli dice di tornare a casa immediatamente.  Quando arrivano, ci sono tre persone che li aspettano.  Chiedono a John di aiutarli a distruggere la nuova centrale elettrica di Men-Tel, dicendo che l'azienda è sull'orlo del collasso e "senza il loro potere, non hanno potere".  John rifiuta, volendo proteggere la sua famiglia, così il trio parte su una barca.  Mentre John saluta con la mano, appaiono due elicotteri Men-Tel e John mette a repentaglio il piano di fuga della sua famiglia.  Manda Danny e Karen attraverso un passaggio sotterraneo, mentre guida i soldati in una caccia all'oca.  La battaglia termina, però, con un elicottero distrutto, ma la Jeep di Brennick viene capovolta.
John viene quindi messo fuori combattimento e catturato.  Si sveglia in una stanza con una voce incorporea che gli dice che è di nuovo in prigione ed è stato condannato a morte.  Gli è stato impiantato un dispositivo di modifica del comportamento che provoca mal di testa di varia intensità quando i prigionieri entrano in aree vietate.  Trova anche uno degli uomini che lo hanno visitato, un ex vicepresidente di Men-Tel, che ora è danneggiato al cervello a causa di un dispositivo posizionato in modo improprio.  Anche un altro dei visitatori di John, un ex soldato, è in prigione ed è amico di una delle guardie.
Brennick inizia a farsi dei nemici quasi immediatamente.  Un video del direttore Teller "accoglie" i nuovi detenuti.  Mostra loro una prigioniera che riceve la sua condanna a morte, che viene fatta esplodere nello spazio attraverso una camera di equilibrio.  Il video mostra quindi ai prigionieri che la loro nuova prigione è in realtà una stazione spaziale in orbita attorno alla Terra che viene utilizzata per generare energia tramite un pannello solare.
Brennick cerca di fuggire con una navetta per la consegna dell'acqua, ma viene catturato e inviato a "The Hole" - un'area esposta della nave dove John è bombardato dalla radiazione solare mentre la stazione affronta il sole e il freddo estremo quando la sua orbita lo porta dietro il  Terra.  Quando arriva il presidente di Men-Tel, cerca di uccidere John gettandolo a mare senza una tuta spaziale.  John riesce a trattenere il respiro e spingersi verso un'altra camera di equilibrio e tornare in prigione.  A causa dell'improvvisa decompressione, il guardiano computerizzato, Zed, inizia a non funzionare correttamente e non può svolgere i suoi compiti.  John usa una pistola della prigione per distruggere il computer e Teller viene successivamente fulminato. John e tutti i suoi amici salgono a bordo dello Shuttle e tornano sulla Terra, dove John si riunisce con la sua famiglia.

## Produzione
Il film è stato girato con una certa economia di mezzi in Lussemburgo.

## Accoglienza

### Critica
(Fantafilm)